# Sobór powszechny
Sobór powszechny, sobór ekumeniczny – spotkanie biskupów całego Kościoła w celu ustanowienia praw kościelnych (kanonów soborowych) i uregulowania spraw doktryny wiary i moralności. Początkowo sobory były zwoływane przez cesarzy rzymskich. Ich postanowienia musiały być jednak zaakceptowane przez biskupa Rzymu. Sobory zwoływane jedynie w obrębie Kościoła katolickiego nie są uznawane przez pozostałych chrześcijan (w tym prawosławnych i protestantów).

## Stosunek różnych wyznań chrześcijańskich
Kwestia, czy zjazd biskupów jest soborem powszechnym, czy tylko synodem danego kościoła partykularnego, zależy od nauki danego Kościoła.

### Kościół katolicki
Kościół katolicki przyjmuje, że odbyło się dwadzieścia jeden soborów powszechnych (od nicejskiego I w 325 do watykańskiego II w latach 1962–1965).
Według obecnego prawa kanonicznego (kan. 337-341) papież zwołuje sobór wedle własnego uznania, przewodniczy jego obradom osobiście lub przez delegatów, a także określa ramy obrad i zatwierdza dekrety soborowe. Śmierć papieża podczas trwania obrad powoduje ich zawieszenie do czasu wznowienia przez następcę.

### Cerkiew prawosławna i Kościoły starokatolickie
Cerkiew prawosławna i Kościoły starokatolickie uważają za powszechne tylko pierwsze siedem soborów (od nicejskiego I do nicejskiego II). Prawosławie uznaje również IV Sobór konstantynopolitański (nie należy mylić z soborem zwołanym przez papieża Hadriana II i uznawanym dziś jedynie przez katolików) i V Sobór konstantynopolitański (1341-1351).

### Kościoły protestanckie
Kościoły protestanckie opierają się na zasadzie sola scriptura, zgodnie z którą jedynie Biblia stanowi nieomylny autorytet w sprawach wiary, doktryny i praktyki chrześcijańskiej. Dlatego też protestanci uznają, że sobory powszechne są ze swej natury omylne, a ich postanowienia należy zakwestionować w sytuacji, gdy znajdą się one w sprzeczności z nauką Pisma Świętego, lub też z niej nie będą wynikać.
Choć protestantyzm nie uznaje nieomylnego autorytetu soborów, zdecydowana większość protestantów na podstawie samej Biblii uznaje, że postanowienia dotyczące Trójjedyności Boga i natury Chrystusa wyrażone na czterech pierwszych soborach ekumenicznych wyrażają naukę biblijną. Stąd protestanci zgadzają się najczęściej z ustaleniami tychże soborów w wyżej wymienionych sprawach. Są to:
- Sobór nicejski I,
- Sobór konstantynopolitański I,
- Sobór efeski,
- Sobór chalcedoński.

### Inne wyznania
Wyznania zaliczane do restoracjonizmu, np. Świadkowie Jehowy i mormoni nie uznają autorytetu soborów powszechnych, w konsekwencji więc nie zgadzają się z ich postanowieniami. Kościoły przedchalcedońskie uznają za powszechne tylko trzy pierwsze sobory, a Kościół asyryjski (nestoriański) – dwa pierwsze sobory.

## Sobór Jerozolimski
Soborem jerozolimskim określane jest także opisane w Dziejach Apostolskich (15,2-29) zebranie apostołów i starszych w Jerozolimie ok. roku 49. W sensie ścisłym nie był to jednak sobór powszechny.

## Spis soborów powszechnych

### Spis soborów powszechnych uznawanych przez większość kościołów chrześcijańskich
Sobory powszechne
według Kościoła katolickiego:

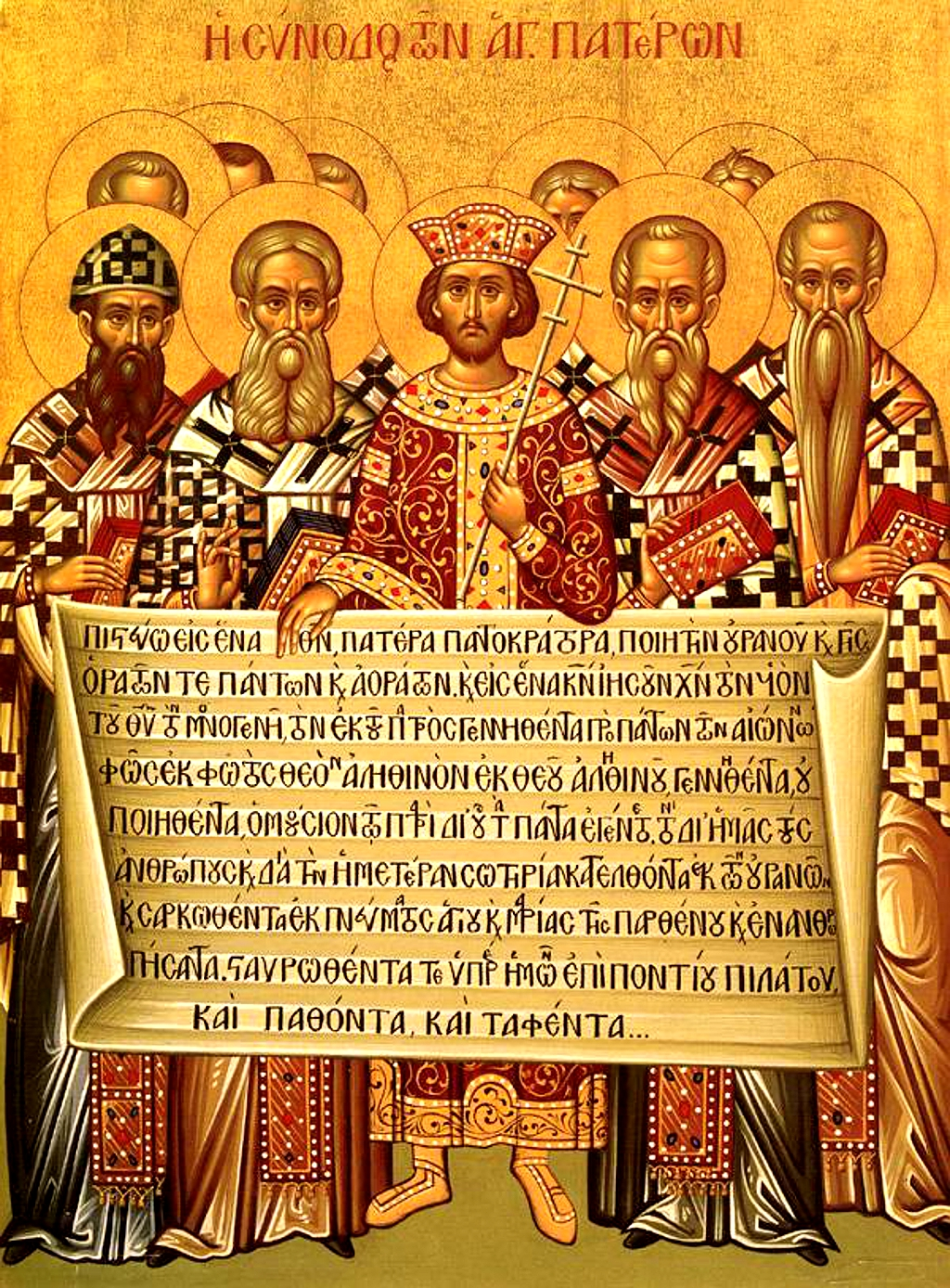
Ikona przedstawia uczestników I Soboru Powszechnego w Nicei w 325 r., trzymających tekst nicejsko-konstantynopolitańskiego wyznania wiary (381)

- I Sobór nicejski I (325) – potępił arianizm, sformułował chrześcijańskie wyznanie wiary.
- II Sobór konstantynopolitański I (381) – uzupełnił wyznanie wiary (zwane także nicejsko-konstantynopolitańskim) do postaci Credo (czyli wyznania wiary) nicejsko-konstantynopolitańskiego, odmawianego podczas Mszy św., potwierdzono wiarę w Ducha Świętego.
- III Sobór efeski (431) – potępił nestorianizm, uznał, że Dziewicy Maryi przysługuje tytuł Matki Bożej (Η Θεοτόκος, łac. Theotokos). Ten i następne sobory nie są uznawane przez Kościół asyryjski.
  -  Sobór efeski II (449) – przyjął monofizytyzm. Jego postanowienia zostały odrzucone na następnym soborze. Nie jest uważany za powszechny ani przez Kościół katolicki, ani przez prawosławny.
- IV Sobór chalcedoński (451) – odrzucił monofizytyzm, sformułował doktrynę o dwóch naturach Chrystusa: boskiej i ludzkiej. Ten sobór i następne nie są przyjmowane przez tzw. kościoły przedchalcedońskie (dawniej nazywane monofizyckimi).
- V Sobór konstantynopolitański II (553) – potwierdził doktryny i kanony poprzednich soborów, potępił nowe pisma heretyckie.
- VI Sobór konstantynopolitański III (680–681) – potępił monoteletyzm.
  -  Sobór in Trullo (692) – był przedłużeniem poprzedniego soboru, znany również jako piąto-szósty (Quinisext/Penthekte). Zajął się gł. sprawami administracji i dyscypliny kościelnej – nie uczestniczyli w nim biskupi Zachodu i jego kanony nie są uznawane przez Kościół katolicki. Prawosławni traktują go jako część szóstego soboru powszechnego.
  - Sobór w Hierei (754) – sobór ikonoklastyczny. Ponieważ odbywał się w czasie trwania wakatu na tronie patriarszym w Konstantynopolu po śmierci Anastazego, a w gronie zebranych zabrakło reprezentantów Kościoła Zachodniego i oficjalnego przedstawiciela któregokolwiek z pozostałych patriarchów wschodnich, sobór ten nie został nigdy uznany za powszechny[3].
- VII Sobór nicejski II (787) – potępił ikonoklazm i uznał za słuszny kult ikon.

### Spis soborów powszechnych uznawanych przez Kościół katolicki
- VIII Sobór konstantynopolitański IV (869–870) – potępił Focjusza, uznając go za schizmatyka. Sobór nieuznany przez prawosławie.
- IX Sobór laterański I (1123) – uregulował kwestie inwestytury.
- X Sobór laterański II (1139) – potępił nauki Arnolda z Brescii.
- XI Sobór laterański III (1179) – zajmował się problemami moralnymi, potępił albigensów i waldensów
- XII Sobór laterański IV (1215) – sformułował dogmat o przeistoczeniu, potępił naukę Joachima z Fiore, sformułował doktrynę o prymacie papieskim.
- XIII Sobór lyoński I (1245) – zdetronizował cesarza Fryderyka II, zarządził nową krucjatę przeciwko Saracenom.
- XIV Sobór lyoński II (1274) – wprowadził filioque do wyznania wiary, uregulował zasady wyboru papieża.
- XV Sobór w Vienne (1311–1312) – potępił błędy templariuszy, fraticelli, beginek i begardów.
  - Sobór w Pizie (1409) – nieudana próba zakończenia wielkiej schizmy, nie uznana przez papieża za legalny sobór.
  - Sobór w Perpignan (1409) – zwołany przez antypapieża Benedykta XIII na wieść o planowanym soborze w Pizie. Nieuznawany
- XVI Sobór w Konstancji (1414–1418) – początkowo nieformalny, stał się soborem z chwilą zwołania przez papieża Grzegorza XII; zakończył wielką schizmę zachodnią, wybierając papieżem Marcina V; potępił Johna Wycliffe'a i Jana Husa (w wyniku czego Hus został spalony na stosie).
  - Sobór w Sienie (1423–1424) – zajmował się kwestiami reformy w Kościele, uznany później za heretycki i skreślony z listy soborów powszechnych.
- XVII Sobór bazylejsko-ferrarsko-florencki – odbywał się w trzech fazach:
  - Sobór w Bazylei (1431–1439) – kontynuował kwestie reformy Kościoła i podjął temat unii z Grekami. Po uchwaleniu dogmatu o wyższości soboru nad papieżem, Eugeniusz IV ogłosił nieważność soboru. W odpowiedzi sobór wybrał na papieża Feliksa V.
  - Sobór w Ferrarze (1438) – zwołany przez Eugeniusza IV po rozłamie na soborze w Bazylei. Zajął się problemem unii z prawosławiem. Na początku 1439 przeniesiony do Florencji. Uważany za kontynuację poprzedniego.
  - Sobór we Florencji (1439–1445) – Od 1443 obradował w Rzymie. Zatwierdził unię z Kościołem bizantyjskim oraz Apostolskim Kościołem Ormiańskim. Jest kontynuacją poprzedniego.
- XVIII Sobór laterański V (1512–1517) – potępił koncyliaryzm
- XIX Sobór trydencki (1545–1563) – potępił Lutra i innych zwolenników reformacji; podjął dzieło odnowy Kościoła (kontrreformacja).
- XX Sobór watykański I (1868–1870) – sobór przerwany wojną francusko-pruską; ogłosił dogmat o nieomylności papieża w sprawach wiary i moralności.
- XXI Sobór watykański II (1962–1965) – sobór mający na celu odświeżenie (aggiornamento) Kościoła katolickiego.

### Spis soborów powszechnych uznawanych przez część prawosławia
- VIII Sobór konstantynopolitański IV (prawosławny) (879–880) – zrehabilitował i przywrócił patriarchę Focjusza na zajmowane stanowisko, początkowo uznany na Zachodzie jako powszechny, następnie podtrzymano opinię o błędach Focjusza.
- IX Sobór konstantynopolitański V (1341–1351) – uznał ortodoksyjność nauki Grzegorza Palamasa o hezychazmie i przebóstwieniu człowieka i potępił nauki inspirowanego zachodnią filozofią Barlaama z Kalabrii.